# GoDaddy
GoDaddy est une entreprise américaine fondée en 1997 qui est spécialisée dans la gestion de noms de domaine sur Internet et la mise à disposition de services d'hébergement web. En 2010, la société gérait plus de 40 millions de noms de domaines. Elle est le plus gros registraire de nom de domaine du monde affilié à l'ICANN, et possède trois fois plus de noms de domaines que son concurrent direct.[réf. nécessaire]
GoDaddy est connu du grand public américain pour ses campagnes publicitaires d'envergure, parmi lesquelles on peut compter ses publicités lors des éditions du Super Bowl de 2005, de 2007, de 2010, de 2011 et de 2012, et sa commandite de véhicules de course automobile, dont les voitures de pilotes vedettes tels que Dale Earnhardt Jr, Mark Martin, Ron Fellows en NASCAR ou Danica Patrick en IndyCar.

## Histoire
Le 10 septembre 2012, GoDaddy connaît une grande  panne pendant plusieurs heures, 50 millions de site web sont alors inaccessibles. Un utilisateur Twitter, se disant membre du réseau Anonymous, revendique une attaque DDoS et annonce être à l'origine de la panne.
Quelques heures plus tard, cette annonce est démentie par GoDaddy, qui impute la panne à une série d’événements internes ayant corrompu ses données,.
GoDaddy a publié plusieurs communiqués annonçant son soutien au projet de loi Stop Online Piracy Act (SOPA). Ce soutien a provoqué la création de groupes appelant au boycott de GoDaddy, notamment via le site godaddyboycott.org, soutenu par des groupes sur Reddit et divers sites. Jimmy Wales, cofondateur de Wikipédia, a annoncé sur Twitter et Facebook qu'il quitterait GoDaddy. Le vendredi 23 décembre 2011, plus de 23 000 noms de domaines ont quitté GoDaddy.
En décembre 2016, GoDaddy annonce l'acquisition de Host Europe Group pour 1,69 milliard d'euros, dettes comprises, entreprise qui appartenait au fond Cinven.
En 2018, GoDaddy est le plus grand hébergeur Web au monde en termes de part de marché, avec plus de 62 millions de domaines enregistrés.
Le 23 janvier 2018, la firme annonce l'acquisition de Main Street Hub. Le montant de cette opération est estimé à 125 millions de dollars en espèces.
En mars 2018, Amazon Web Services (AWS) a annoncé que GoDaddy migrait la grande majorité de son infrastructure vers AWS dans le cadre d'une transition pluriannuelle.
Le siège social de l'entreprise était situé à Scottsdale jusqu'en avril 2021, puis a déménagé à Tempe.